# Feeling B
A Feeling B volt az egyik első punk együttes Kelet-Németországban. Berlinben alakult 1983-ban, és hamar a földalatti punk színtér meghatározó zenekara lett. Az idő múlásával hírneve csak nőtt, és az egységes Németország létrejöttéig a legbefolyásosabb és a legnagyobb tekintéllyel bíró együttessé vált annak ellenére, hogy underground státusza volt. A Feeling B koncertjein a zenekar tagjai mindig rögtönöztek.
A frontember Aljoscha Rompe, egy Kelet-Berlinben élő svájci, énekelt az együttesnek. A billentyűs, Christian "Flake" Lorenz, a gitáros pedig Paul Landers voltak, akik később a Rammsteinnek köszönhetően váltak híressé. Ez az együttes szoros kapcsolatban van a Feeling B-vel, hisz a Rammstein dobosa is dobolt itt, énekese, Till Lindemann pedig segített a Lied von der unruhevollen Jugend című dal munkálataiban. Ez a szám fölkerült az együttes Hea Hoa Hoa Hea Hea Hoa című albumára is. A dalt a Rammstein kétszer is játszotta koncerten, egyszer Szentpéterváron, egyszer pedig Moszkvában 2001-ben, a Mutter turné alatt.
Az együttes végül az 1990-es évek közepén föloszlott. Különleges alkalmakkor, punk fesztiválokon és egyéb egyéni koncerteken még felléptek, de csak Rompe haláláig (2000 novembere).
2007-ben Lorenz összegyűjtötte a régi és nem kiadott kazettákat. Az ilyen ki nem adott anyagokat és remixeket (amik már ismert számok átdolgozásai voltak) végül 2007-ben egy új CD-ként jelentettek meg, címe Grün & Blau. Archiválva 2008. május 22-i dátummal a Wayback Machine-ben

## Tagok
- Aljoscha Rompe – ének
- Christian "Flake" Lorenz – billentyűs
- Paul Landers – gitár
- Alexander Kriening – dob, ütőhangszerek
- Christoph Zimmermann – basszusgitár
- Christoph Schneider – dob (1990–1993)

## Diszkográfia
- Hea Hoa Hoa Hea Hea Hoa (1989)
- Wir kriegen euch alle (1991)
- Die Maske des Roten Todes (1993)
- Grün & Blau (2007)

Az együttesről egy könyv is beszerezhető.